# Stöblau

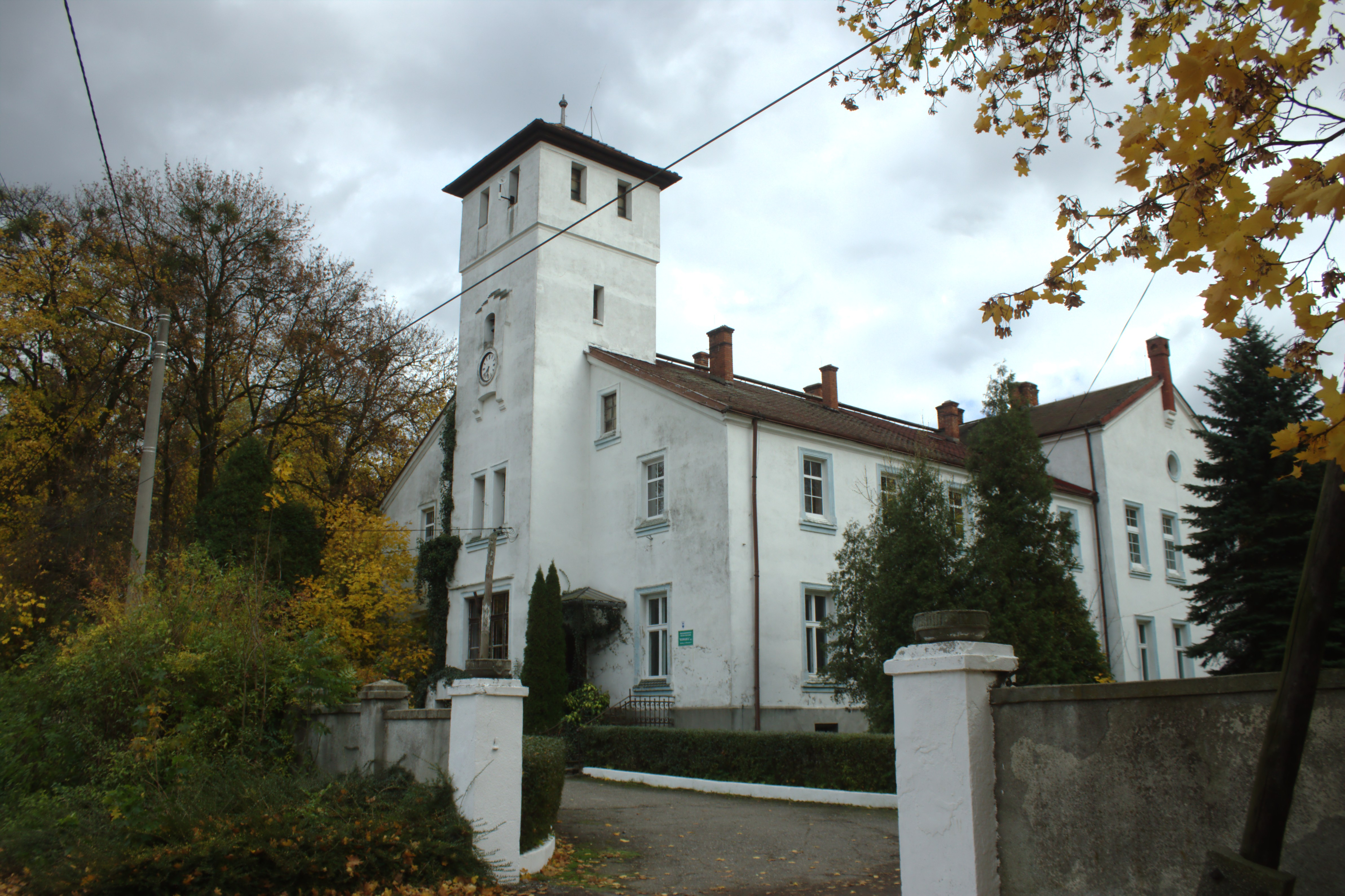
Gutshaus

Stöblau (polnisch Steblów) ist ein Ort in der Landgemeinde Czissek (Cisek) im Powiat Kędzierzyńsko-Kozielski der Woiwodschaft Opole (Oppeln) in Polen.

## Geographie
Stöblau liegt fünf Kilometer südwestlich von Czissek, zwölf Kilometer südlich von Kędzierzyn-Koźle und fünfzig Kilometer südlich von Opole (Oppeln).

## Geschichte
Steblowitz wurde als Vorwerk gegründet und 1532 erstmals erwähnt.
Bei der Volksabstimmung am 20. März 1921 stimmten 166 Wahlberechtigte für einen Verbleib bei Deutschland und 66 für Polen. Stöblau verblieb beim Deutschen Reich. Bis 1945 befand sich der Ort im Landkreis Cosel.
Infolge des Zweiten Weltkrieges kam der Ort 1945 unter polnische Verwaltung und wurde der Woiwodschaft Schlesien angeschlossen und zum 28. Juni 1948 in Steblów umbenannt. 1950 wurde der Ort Teil der Woiwodschaft Oppeln und 1999 des wiedergegründeten Powiat Kędzierzyńsko-Kozielski. Am 11. Oktober 2007 erhielt der Ort zusätzlich den amtlichen Ortsnamen Stöblau, im September 2008 wurden zweisprachige Ortsschilder aufgestellt.

## Persönlichkeiten
- Götz Piprek (1926–2025), deutscher Tierarzt und Politiker